# Smash Mouth
Gli Smash Mouth sono un gruppo rock statunitense formatosi nel 1994 a San Jose, California. Il gruppo comprende il bassista Paul De Lisle, i chitarristi Michael Krompass e Sean Hurwitz e il batterista Randy Cooke. Lo storico cantante Steve Harwell ha lasciato il gruppo nel 2021, dopo 27 anni di permanenza nella formazione, a causa di gravi problemi di salute, venendo poi a mancare il 4 settembre 2023. I loro pezzi più noti sono Walkin' on the Sun (1997), All Star (1999) e Pacific Coast Party (2001).
In origine il nome del gruppo era "Smashmouth", cambiato in "Smash Mouth" dopo la firma di un contratto con la Interscope Records. Hanno raggiunto il successo internazionale dopo aver partecipato alla colonna sonora del film d'animazione DreamWorks Shrek con i brani All Star e I'm a Believer.
Il rock degli Smash Mouth è fortemente influenzato dal rock'n'roll americano degli anni cinquanta e sessanta, dal surf rock e dallo ska, tanto da essere considerati come appartenenti alla third wave of ska.

## Storia
Dopo alcune esperienze nel mondo del rap, nel 1994 Steve Harwell aveva deciso di formare un gruppo rock, e il suo ex manager Kevin Coleman gli presentò il chitarrista Greg Camp ed il bassista Paul De Lisle, entrambi provenienti da un gruppo punk. Fu proprio insieme a Coleman, che era anche batterista, che si formarono gli Smash Mouth. Dopo che la stazione radio KOME trasmise un loro demo, il gruppo fu notato dalla Interscope Records nel 1996, con la quale pubblicarono il loro primo lavoro Fush Yu Mang. Il loro primo singolo Walkin' on the Sun fu un successo strepitoso in tutto il mondo.
Nel 1999 viene pubblicato il secondo album Astro Lounge, che la critica acclamerà come il miglior lavoro degli Smash Mouth. Uno dei singoli del disco All Star viene scelto per la colonna sonora del film Shrek, insieme a I'm a Believer, registrata appositamente e cover della famosa canzone dei The Monkees, e contribuisce ad aumentare notevolmente la popolarità del gruppo. Nel 2001 esce il terzo album Smash Mouth in cui viene inserito I'm a Believer che ottiene un moderato successo grazie anche alle hit Pacific Coast Party e Holiday in My Head. Va ancora peggio per l'album del 2003 Get the Picture?, i cui scarsi risultati di vendita fanno perdere il contratto con la Interscope.
Nel 2005 esce il greatest hits All Star Smash Hits per la Universal Records, e a dicembre dello stesso anno The Gift of Rock, contenente canzoni di natale in chiave rock. Il nuovo album Old Habits viene rimandato continuamente, fino ad essere sostituito con un album Summer Girl che vede la luce nel 2006, l'album a detta del gruppo, sarebbe stato un semi-ritorno alle sonorità ska punk di Fush Yu Mang e fu inserito come colonna sonora del film Zoom; alla fine delle registrazioni per l'album Urbano abbandona il gruppo e viene sostituito da Jason Sutter.
Nel 2009, il batterista Michael Urbano torna a far parte della band per registrare il nuovo album ma dopo un anno riabbandona gli Smash Mouth e viene rimpiazzato da Randy Cooke, con cui la band inizia le registrazioni del nuovo album che esce solo nel settembre del 2012. Il disco arriva dopo una pausa di 6 anni, si intitola Magic e contiene anche la cover di Don't You dei Simple Minds.
Nel 2018 è stata pubblicata una versione acustica di Fush Yu Mang per il ventesimo anniversario dell'album.
Nel 2021, dopo 27 anni, Steve Harwell lascia la band, per motivi di salute. Morirà due anni dopo, nel 2023 all'età di 56 anni.

## Formazione

### Formazione attuale
- Paul De Lisle – basso, cori (1994-presente)
- Michael Klooster – tastiere, programmatore, cori (1997-presente)
- Randy Cooke – batteria, percussioni, cori (2010-2011, 2011-2012, 2013, 2016–2018, 2018-presente)
- Sean Hurwitz – chitarra, cori (2011-2012, 2012-2016, 2019-presente)
- Zach Goode - voce (2021-presente)

### Ex componenti
- Steve Harwell † - voce, pianoforte, tastiere (1994-2021, deceduto nel 2023)
- Kevin Coleman – batteria, percussioni (1994-1999)
- Greg Camp – chitarra, tastiere, giradischi, cori (1994-2008, 2009-2011, 2014, 2018-2019)
- Michael Urbano – batteria, percussioni (1999, 2000-2006, 2009-2010, 2014, 2018)
- Mitch Marine – batteria, percussioni (1999–2000, 2006, 2007–2009, 2010)
- Jason Sutter – batteria, percussioni (2006-2007, 2011, 2013-2016)
- Leroy Miller – chitarra, cori (2008-2009)
- Charlie Paxson – batteria, percussioni, cori (2011, 2012-2013)
- Mike Krompass – chitarra, cori, tastiere (2012)
- Sam Eigen – chitarra, cori (2016-2018)

### Ex Turnisti
- Mark Cervantes – percussioni, theremin, cori (1999-2008, 2014, 2018)
- Adam Young – voce, chitarra (2011)
- Rob Schwartz – chitarra, cori (2012)
- Miles Zuniga – chitarra (2013)
- Kristian Attard – basso, cori (2017)
- Danny Richardson – chitarra (2018)
- Steve Carey – batteria, percussioni (2020)

## Discografia

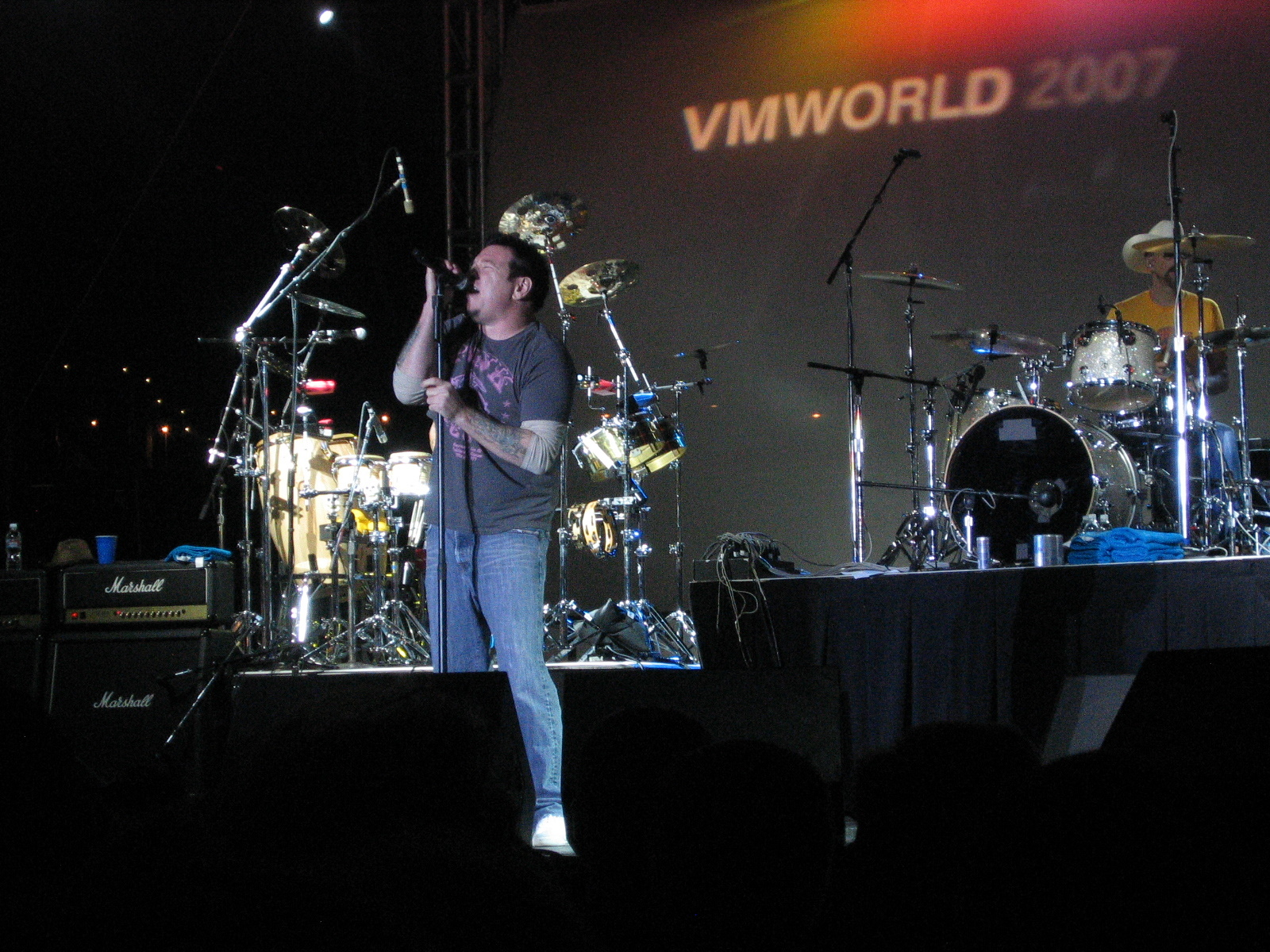
Steve Harwell sul palco

### Album in studio
- 1997 – Fush Yu Mang
- 1999 – Astro Lounge
- 2001 – Smash Mouth
- 2003 – Get the Picture?
- 2006 – Summer Girl
- 2012 – Magic

### Raccolte
- 1999 – The East Bay Sessions
- 2005 – Gift of Rock
- 2005 – All Star Smash Hits

### Singoli
- 1997 - Walkin' on the Sun
- 1998 - Why Can't We Be Friends?
- 1998 - Can't Get Enough of You Baby
- 1999 - All Star
- 1999 - Then the Morning Comes
- 2001 - I'm a Believer
- 2001 - Pacific Coast Party
- 2003 - You Are My Number One
- 2006 - Story of My Life
- 2006 - So Insane

### Apparizioni in compilation
- 2001 – MTV: TRL Christmas

## Cover
Nella loro carriera gli Smash Mouth hanno registrato varie cover presenti nei loro album:
- I'm a Believer nell'omonimo album Smash Mouth, del gruppo pop rock The Monkees
- Why Can't We Be Friends? nell'album Fush Yu Mang, degli War
- Can't Get Enough of You Baby nell'album Astro Lounge, del gruppo rock Question Mark & the Mysterians
- Getting Better, dei Beatles
- Don't You (Forget About Me), dei Simple Minds